# Grand Prix Jules Lowie 1946
La 3e édition du Grand Prix Jules Lowie, devenu la Nokere Koerse en 1963, a eu lieu le 8 mai 1946. Elle a été remportée par le Belge Emmanuel Thoma.

## Classement final
Emmanuel Thoma remporte la course. Quarante-deux coureurs ont pris le départ.
| Classement final, | Classement final, | Classement final, | Classement final, | Classement final, |
|                   | Coureur           | Pays              | Équipe            | Temps             |
| ----------------- | ----------------- | ----------------- | ----------------- | ----------------- |
| 1er               | Emmanuel Thoma    | Belgique          | '                 |                   |
| 2e                | André Pieters     | Belgique          |                   |                   |
| 3e                | Briek Schotte     | Belgique          | Alcyon-Dunlop     |                   |
| modifier          |                   |                   |                   |                   |